# Uloborus trilineatus
Espèce
Synonymes
- Uloborus penicillatus Simon, 1892
- Uloborus aegrotus Simon, 1893
- Uloborus manicatus Simon, 1893
- Uloborus bucki Mello-Leitão, 1943
- Uloborus plumipes Mello-Leitão, 1947 nec Lucas, 1846
- Uloborus plumipedatus Roewer, 1951

Uloborus trilineatus est une espèce d'araignées aranéomorphes de la famille des Uloboridae.

## Distribution
Cette espèce se rencontre du Mexique à l'Argentine,.

## Description
Le mâle holotype mesure 3,2 mm.
Les mâles mesurent de 3,0 à 4,2 mm et les femelles de 4,4 à 7,2 mm.

## Publication originale
- Keyserling, 1883 : Neue Spinnen aus Amerika. IV.  Verhandlungen der Kaiserlich-Königlichen Zoologisch-Botanischen Gesellschaft in Wien, vol. 32, p. 195-226 (texte intégral).